# アーチボルド・ヘンダーソン
アーチボルド・ヘンダーソン（Archibald Henderson、1783年1月21日 - 1859年1月6日）は、アメリカ合衆国の海兵隊軍人。最終階級は大佐。フランクリン・ウォートンの急死に伴う海兵隊総司令官職務代理を務めた後、第4代海兵隊総司令官アンソニー・ゲールの後任として第5代海兵隊総司令官を務め、その期間は歴代海兵隊総司令官最長の38年の長きに亘った。
また、53年の長きに亘ってアメリカ海兵隊に勤務したため、内部では「長老」と呼ばれた。